# Barbula vancouveriensis
Barbula vancouveriensis là một loài rêu trong họ Pottiaceae. Loài này được (Broth.) Kindb. mô tả khoa học đầu tiên năm 1897.